# Aithon
Aithon ou Aithôn (en grec ancien : Αἴθων, Aíthôn) est, dans l'Odyssée, le pseudonyme utilisé par Ulysse à son retour à Ithaque.

## Généralités
En grec ancien, αἴθων (aíthôn) signifie « enflammé, brûlant ». Dans l'Odyssée d'Homère, lorsque Ulysse revient à Ithaque son royaume après la guerre de Troie et dix années d'errance sur les mers, il utilise ce terme comme pseudonyme en se faisant passer pour un mendiant afin de ne pas être reconnu par sa femme Pénélope et de pouvoir tuer ses prétendants sans éveiller le moindre soupçon.
Le terme apparait dans le chant XIX de l'Odyssée, au vers 183 :
« ἐμοὶ δ' ὄνομα κλυτὸν Αἴθων »
—  Homère
 ,  Odyssée (traduction de Leconte de Lisle, 1893)

« Mon nom illustre est Aithôn »
— Odyssée (traduction de Leconte de Lisle, 1893)